# السر (لودر)

تعديل مصدري - تعديل

السر هي إحدى قرى عزلة زارة بمديرية لودر التابعة لمحافظة أبين، بلغ تعداد سكانها 208 نسمة حسب تعداد اليمن لعام 2004.